# Claude Revault d'Allonnes
Pour les articles homonymes, voir Revault d'Allonnes.
Claude Revault d'Allonnes (1924-1998) est une psychologue et universitaire française, professeure à l'université Paris-VII.

## Biographie
Claude Revault d'Allonnes soutient une thèse de doctorat de 3e cycle intitulée Le refus de l’accouchement sans douleur sous la direction de Juliette Favez-Boutonier à l'université Paris-Diderot et une thèse d'État intitulée La douleur et l'indolorisation psychologique des accouchements en 1973. Elle commence sa carrière comme attachée de recherche au CNRS, puis est maître de conférences à l'université Paris-VII. Elle est nommée professeure en 1979. Elle dirige le laboratoire de psychologie clinique après le départ à la retraite de Juliette Favez-Boutonier.
Elle épouse le philosophe Olivier Revault d'Allonnes en 1944.

## Activités de recherche et éditoriales
Claude Revault d'Allonnes s'intéresse à l'accouchement sans douleur, étudié dans une perspective psychologique et sociologique, auquel elle consacre sa thèse d'État en 1973. Ses travaux en psychologie clinique, au sein du laboratoire de Paris VII visent à conceptualiser la démarche clinique dans les sciences humaines.

## Publications
- « Une enquête préliminaire sur l'accouchement sans douleur », Revue française de sociologie, nos 1-2,‎ 1960, p. 202-212 (lire en ligne, consulté le 27 octobre 2020).
- (dir.) La Démarche clinique en sciences humaines, Dunod, 1989, 220 p.  (ISBN 9782100047888)
- Le Mal joli. Accouchement et douleur, Plon, 1991, 340 p.  (ISBN 2-259-23525-5)[5]
- Clinique et éthique, L'Harmattan, 1998, 249 p.  (ISBN 2738469094)
- Être, faire, avoir un enfant, Petite Bibliothèque Payot, no 182, 2004, 292 p.  (ISBN 9782228898201)